# Edgar Báez
Edgar Feliciano Báez Fernández (Asunción, 21 marzo 1972) è un ex calciatore paraguaiano, di ruolo attaccante.

## Palmarès

### Club

#### Competizioni nazionali
- Campionato paraguaiano: 1

Cerro Porteño: 2001
- Torneo Rio-San Paolo: 1

Santos: 1997